# 海洋堂
株式会社海洋堂（かいようどう）は、大阪府門真市に本社を置き、鉄道・ミリタリー・フィギュア・食玩等の各種模型を製作する会社である。

## 概要
模型業界では、高い造形技術と型破りな経営で有名な企業である。造形物の精巧さや造形センスは世界屈指の水準を誇る。
映画『ジュラシック・パーク』のスタッフは海洋堂の恐竜モデルをコンピュータグラフィックス製作の資料にした、と創業者の宮脇修は公言し、実際に映画で使われた、海洋堂製の恐竜の脚部等が「海洋堂ホビー館四万十」に展示されている。
自然史分野で世界最大規模を誇るアメリカ自然史博物館からも、展示品の製作依頼が来る。ガメラなどの、映画製作にも協力している。
日本国内では、チョコエッグをヒットさせて以来知名度が上がり、今や一つのブランドとなっている。
突出した知名度から、「造形製作・海洋堂」の名前を冠すれば商品の売れ行きが上がる。販売されるフィギュアの原型制作者名が記された事は皆無といって良かったが、作家性をセールスポイントとして大きく謳っている商品が多数存在する（海洋堂では製作ではなく制作の文字を使用する）。
世界最大級の、ガレージキット展示即売を中心とした総合造形行事「ワンダーフェスティバル」の主催を手がけ、アマチュア造形の振興に寄与している。
2005年（平成17年）には、株式会社龍遊館によって、フィギュアの美術館である「海洋堂フィギュアミュージアム黒壁 龍遊館」が、滋賀県長浜市に設立された。
2011年（平成23年）7月9日、高知県高岡郡四万十町に、廃校舎を再利用したホビー博物館「海洋堂ホビー館四万十」が開館。
2012年（平成24年）7月7日、おなじく高知県高岡郡四万十町に「海洋堂かっぱ館」が開館。
2020年（令和2年）6月23日、投資ファンドのMSD企業投資と資本業務提携を締結したと発表。これにより、これまで通りの海洋堂の造形技術や信念を維持しつつ、MSDがもつ資本や知見、ネットワークを活かし、国内外でのさらなる事業展開や既存事業の進化が図れるとしている。
2022年（令和4年）12月12日、大阪府大阪市中央区ミライザ大阪城に「海洋堂フィギュアミュージアム ミライザ大阪城」が開館。

## 沿革

### 創業
宮脇修（高知県幡多郡大方町（現：黒潮町）出身）が、長男の宮脇修一（現・海洋堂顧問。愛称はセンム）の小学校入学を機に、大阪府守口市の土居駅前で経営していた貸本屋を改装して、1964年（昭和39年）4月1日に始めた一坪半の模型店が始まりである。
宮脇の性格から、常に変わったことをする店であり、近所の子供達がいつもたむろしていた。例えば、子供たちが「戦艦のプラモデルをお風呂に浮かべても、狭くてすぐに風呂のフチにぶつかってしまう。でも、川に浮かべると流れていって帰ってこない」と不満を言えば、店内の3分の2を使ってプールを作り、自由に遊ばせた。冬はプールにフタをして、その上にジオラマを作り、リモコン戦車を走らせた。ただ模型を売るだけではなく、近所の集会所を借りて模型教室や展示会を開いた。
スロットレーシングが流行していた頃、廃業した工場を借りて大きなレース場を作った。レース場は夜遅くまで青年たちが集まり、収益は上々であった。

### さまざまな失敗
大手プラモデル会社イマイ科学が経営危機に陥った際、社長自ら宮脇修に相談を持ちかけて来た（海洋堂は、イマイ科学が発売していたTVシリーズ『サンダーバード』プラモデルの突出した販売実績があった）。宮脇は「ローマの軍船」のプラモデルを提案し、販売にあたってのノウハウを伝えた。忠実に商品化された「ローマの軍船」はヒットしたが、その後、海洋堂とイマイ科学は喧嘩別れしてしまう。結局、一銭のアイデア料も受け取らず、アイデアとノウハウだけ持っていかれる形になってしまった。
スロットレーシング場として借りていたボウリング場が改装されることになったため、代替に隣の200坪の倉庫（後に海洋堂ホビー館となる）を新たに借り、180mに及ぶ長大なレーシングコースを作った。しかし、新しいレーシングコースが完成した頃には、近隣に同様のレース場が数軒存在しており、客足が戻る事は無かった。そのうえ180mのレーシングコースは大きすぎた。そもそも15センチ足らずの大きさのスロットレーシングカーは遠くに走って行ってしまうと見えなくなり、勘で操作しなければならなかった。さらに学校やPTAが「スロットレーシングは不良の遊びであり、非行の元凶」と反対し始めたため、スロットレーシングそのものが衰退していった。200坪もの倉庫は賃貸料も高く、資金繰りは次第に悪化し、借金で借金を返すことを繰り返す様になった。さらに金策に駆けずり回っていた修夫人（宮脇里枝）が病に倒れてしまう。ほどなく夫人の病は治癒したものの、十分に養生する間もなく、再び金策に駆けずり回った。

### アーケードゲーム
スロットレーシングがすっかり下火となった頃、再び宮脇修の突飛な発想が顔を出した。「この倉庫を世界中の模型を集めたホビー館にしよう。日本一大きな模型屋にしてやろう」と言うのである。200坪もの面積を模型で埋め尽くすのは並大抵の事ではなく、店に並べる商品は徐々にしか増えなかった。売上のほとんどは在庫の仕入れに消えてしまい、相変わらずの借金地獄が続いた。そんな海洋堂を救ったのは模型ではなくアーケードゲームだった。ギャラクシアンなどのアーケードゲーム機を、空いた場所の埋め草に店内にいくつも並べてみたところ、子供達がゲーム目当てに大勢来るようになったのである。抱えていた大きな借金はみるみる減っていった。これには宮脇の息子であり、当時既に店のほとんどを任され、「若だんな」「兄ちゃん」と呼ばれていた修一も「こんな簡単に（借金が）何とかなるとは思わなかった」と述懐している。
当時の海洋堂は、模型好きの溜まり場ともなっており、模型を買いもしないのにフラフラと毎日店に来る青年たちがいた。彼らの中には後に有名造形師（ボーメなど）となる人もいたが、当時は単なる常連たちであった。彼らを宮脇は快く店に招きいれ、食事をご馳走する事もあった。彼らもただ集っていただけではなく、店の手伝いを無償でやったりしていた。宮脇父子と彼らは不思議な関係を築いていた。この状況が海洋堂に高い技術を持った造形師たちが集まる礎となったと言えるだろう。

### 新たな展開-ガレージキット
80年代初頭、アニメ・特撮ファン界が空前の盛り上がりを見せた。雑誌『宇宙船』（2005年に一時休刊した後、2008年に出版元を変えて再刊）の1コーナーが火種となり、「メーカーが商品化しないなら自分で作ろう」、「メーカー製のものは元のキャラクターと全然似ていない。自分ならもっと出来のいいものが作れる」と、マニアたちの間でメーカー製の模型をただ買って組み立てるのではなく、一から自分で作り起こしてしまう事が流行し始めた。大抵は自分で作り上げた時点で満足し、完結してしまうが、宮脇父子や海洋堂に集まるモデラーたちは、何とかこれを複製する方法はないかと考えていた。当時でもバキュームフォームキットという、簡易な成形・複製技術で作られた模型は存在し、マニアの間で知られていたが、組立に相当な技量を要し、原型の再現度も低いものであった。ある日、常連モデラーの一人、川口哲也がモスラの幼虫のキットを持って海洋堂にやってきた。川口の本職は歯科技工士であり、入れ歯やインレーを作る技術を応用した方法で自作のモスラの幼虫を複製したものを持ってきたのである。宮脇たちは大いに驚いた。この方法を使えば、プラモデルの生産に用いられる金型による射出成型よりも大幅に安価な初期投資で、且つ緻密でリアルな表現が可能になるからである。様々な試行錯誤と各地のモデラーたちとの情報交換の末、「シリコーンゴムで型を採り、それに無発泡ポリウレタンを流し込んで複製する」手法が確立され、いつしか「ガレージキット」と呼ばれるようになった。
以降、海洋堂は自分達が欲しい、作りたい、と思っていたものを作っては、店の会員向けに販売するようになった。
そんな海洋堂に、当時同じくガレージキットを製作・販売していたゼネラルプロダクツ（後のガイナックス）代表、岡田斗司夫が現れる。「商売敵」の店に乗り込み、自信たっぷりに持論を語る岡田（本人は決して挑発に来たつもりでは無かった）に、負けん気強い宮脇父子や海洋堂のモデラーたちは対抗意識を燃やすようになった。これがゼネラルプロダクツとのライバル関係の始まりであった。
ゼネラルプロダクツは「版権を取って商品を売る」ことを始めていた。パッケージにも凝り、「商品」らしい体裁を整えていた。ゼネラルプロダクツのガレージキットを「きちんとした商品」「ビジネス」として世に問おうとする姿勢の現れであった。これは海洋堂にとって刺激となった。海洋堂にとってガレージキットの売上数など200売れたらヒットという程度の物であり、パッケージに凝るなど全くの無駄、煩雑な手続きを踏んで版権を取って売るなどという考えなどなかった。しかし、版権を取得する事は、ガレージキットに市民権を得させ、より多く販売する上で不可欠であると認識するようになり、海洋堂も版権を取ったうえで商品を売り始めたのである。ユーザーの間では、製品の質（＝原型の出来）はゼネラルプロダクツより海洋堂の方が高いとされ（岡田自身も認めている）、後にゼネラルプロダクツはガレージキットから撤退、アニメ、ゲームソフト製作会社に転向した。ガレージキット勝負では海洋堂が勝った、と言えるかも知れない。
1992年にガレージキット最大の祭典である『ワンダーフェスティバル』の主催をゼネラルプロダクツから引継ぎ、業界の主導的役割を担っていく事になった。

### 脱・ガレージキット
90年代半ばを過ぎると、ガレージキット業界も会社が増え、「とりあえず売れそうなものを出す」といった状態が続き、マンネリ気味となって来た。海洋堂も株式会社となり、製品の質こそ保っていたものの、経営上、過去のように「作りたいものを好き勝手に作っていればいい」という訳にはいかなくなっていた。
その状況を打破するきっかけはアメリカの漫画作家であるトッド・マクファーレンが自ら玩具会社を興して製作した、自身の作品『スポーン』のアクションフィギュアであった。それまでのいかにも玩具然としたものとは一線を画する出来の良さであったため、海洋堂は新たな衝撃を受けた。
海洋堂としては、原型の段階でそのレベルのものを作る事はわけなかったが、問題はこのフィギュアがシリコーンゴム型による製法ではなく、マスプロ製品ではごくありきたりな金型による射出成型で作られたものであるということだった。金型を用いれば大量生産は可能となるが、どうしても再現度が落ちてしまう。それにも拘らず硬質、軟質の素材を巧みに使い分け、塗装にも模型の方法論を持ち込んだ『スポーン』のアクションフィギュアは出来が良かった。『スポーン』は日本でもヒットし、アクションフィギュアブームの立役者となった。これは海洋堂の闘志に火を点けた。
金型製作には巨額の初期投資（数百～数千万円）を要すため、海洋堂の企業規模では無理だろうと諦めかけていた。しかし、中国で生産すれば、日本国内で金型を起こし生産するのとは比べ物にならない低費用で出来ることが判明する。そしてこれがゴーサインになった。海洋堂は「こんなウチの水準をわざわざ下げたものを真面目に作るのは気が引ける、あくまでもシャレでやるんだ」というスタンスで動き始めた。商品化キャラクターは、『スポーン』と同じく暴力もの、しかもメジャー作品で、海洋堂ガレージキット全盛期のヒットシリーズでもあり、一種の「馬鹿馬鹿しさ」さえ持ち合わせている『北斗の拳』が選ばれた。
この海洋堂渾身のアクションフィギュアの流通を手掛けたのは誰あろう、当時『スポーン』の総代理店であったレッズであった。この為、海洋堂のアクションフィギュアはレッズの流通ルートに乗り『スポーン』同様、全国に瞬く間に展開してゆくことになる。また、2000年ごろにWEB制作会社のイットアップと共同で直販サイト「海洋堂公式オンラインショップ KMS」も立ち上げている。

### 中国での製造
海洋堂にとって海外生産は全く未経験の分野であったために大変な苦労を強いられた。中国での製造は最初の段階である金型製作から問題が発生した。工場では、海洋堂が持ち込んだ原型を見ながら大きさを2倍にした原型を別に作り起こし、それをもとに金型を作ってしまうなど考えられないことが度々起きた（作りやすいサイズで原型を作り、型製作の際に縮小するのは他の製造業では普通の事ではあったが）。何回も中国の工場に足を運び、ほとんど言い争いに近い指導と交渉や、徹底した金型のリテイクを行い、ようやくOKを出せるものが仕上がって来るようになった。その甲斐あって海洋堂初のアクションフィギュア『北斗の拳』シリーズは大ヒットする。そのヒットぶりに「やっとメーカーになれましたね」と業界関係者から言われる始末だった。しかし、海洋堂としては不満が残った。海洋堂にしかできない、海洋堂でないとできない、独自のものが欠けていたからである。

### 新世紀エヴァンゲリオン
『北斗の拳』以外にもアクションフィギュアのラインナップを増やしつつあった頃、造形師の山口勝久が新たなコンセプトのアクションフィギュアを発案する。それはアニメ『新世紀エヴァンゲリオン』に登場する「エヴァンゲリオン初号機」のアクションフィギュアであったが、可動部分の角度や位置が作品中の印象的なポーズから逆算的に決められており、それとともに可動箇所も必要最小限に抑えられていた。
色々なポーズをとらせたいなら、可動部分、範囲を増やせば増やすほどいいではないかと思われがちだが、実際には無闇やたらと増やしてみても、「ポーズがキマる」位置、角度に腕や足が来る事はほとんどなく、アニメには絵的な嘘（構造上動かないはずの方向に曲がる、可動する限界を多少超えて描かれてしまうなど）が含まれる事もあるため、可動箇所が増えたところで、実際にそのようなポーズをとるのは不可能な場合も存在する。しかし山口は「ポーズのキモ」となる部分、範囲だけを見抜いて可動させ、それ以外はあえて切り捨てる、という手法により、ファンに受けるポーズを幾つもとれるという画期的なものを生み出した。「まずは触って、動かしてみてくれ」と、発売前に試作品を手当たり次第、小売店に配布した。すぐに大量の注文が舞い込み、商品は大ヒット。その後「山口式可動」と呼ばれ、同様の可動コンセプトを組み込んだ商品をいくつも発売することになった。

### ノンキャラクターの模索～チョコエッグの時代

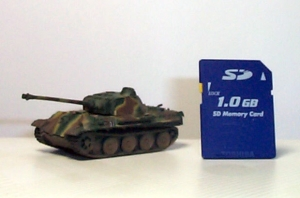
タカラトミー WTM約1/144スケールパンターG後期型
SDメモリーカードと大きさを比較している

売上もそれなりのレベルを維持していた海洋堂だったが、ガレージキットが主力商品であった頃から、あるキャラクターが売れてくる、さらにいえば海洋堂が市場を作り出すと、版権を海洋堂が取得していたにもかかわらず、さらに大規模な商業展開をできる大手企業に奪われ独占されてしまう、という事態が幾度となく発生していた。その様な業界大手の横暴、理不尽さに何度も辛酸を舐めさせられてきた海洋堂は、既存キャラクターや版権による利益に依存しない方向性を模索する様になってゆく。
決定打といえる方策がなかなか打ち出せない日々を送っていた時、同じ大阪の菓子会社・フルタ製菓から仕事の依頼が来た。もともとはポケットモンスターのおまけの造形がうまくいかず、何とかならないかという話だったが、工場を見学した宮脇修一がなんとはなしにチョコエッグを試しに持ち帰って来た事により話は変わってきた。
修一はチョコエッグのおまけは今のところたいしたものではなく、これを海洋堂が作る事でもっと良い物ができると思いついたのである。アクションフィギュアでノウハウを蓄積した中国の工場も使える。その話をフルタ製菓に持ちかけたところ合意に達した。フルタ製菓は古い体質の会社だったが、チョコエッグという商品自体は、フルタ製菓の常務取締役（当時）・古田豊彦がほぼ全権を握っていたので話は円滑に進み、動物というノンキャラクターのおまけフィギュアをつけて売り出すことになった。造型担当は松村しのぶ。彼の造る恐竜はニューヨーク自然史博物館からも展示物の製作依頼が来るほどのものであり、自然史分野においては海洋堂一の腕を持つ造型師である。
結果は大成功した。他社の人気キャラクターのおまけつき商品を押さえ、圧倒的な売り上げを記録した。本来の狙いである子供はもとより、おまけの完成度の高さに感心した大人までがこぞって買い始めた。加えて第二弾途中からツチノコがシークレット（＝ラインナップ表に載っていないもの）で入っているということが口コミで広がり、チョコエッグファンの収集欲を刺激し、人気に拍車がかかり、2001年には大流行商品となった。以降、食玩におけるシークレットアイテムの存在は一般的なものになっていった。
その一方で、フルタ製菓は、社員が発売前のフィギュアをインターネットオークションに流通させる不祥事を起こした。また、海洋堂に何ら相談する事なくチョコエッグのラインナップに既存のキャラクターものを加えたり、海洋堂を通して原型提供を受けていた造型師に直接接触をとるなどの背信行為を繰り返し、海洋堂との信頼関係を損ねた。その後フルタ製菓は経営陣が内紛状態となり、分裂してしまったため（この時、フルタ製菓を離れた古田豊彦は食玩会社・エフトイズを興し、独立している）、海洋堂はチョコエッグ、ひいてはフルタ製菓と縁を切る事となる。さらには後にフルタ製菓の生産数量虚偽報告が発覚し、訴訟に発展した。第一審では海洋堂のほぼ全面勝訴といえる判決が出たが、フルタ側は控訴。控訴審で判決は覆らずフルタ側の敗訴が確定した。チョコエッグとの決別は、海洋堂にとっても痛恨の極みといえる選択であったが、製品の質が維持できないならきっぱりやめてしまう海洋堂らしさが出た一面でもあった。その後は大手玩具企業・タカラトミーからチョコエッグの続きとしてチョコQを継続発売し、「おまけの元祖」・江崎グリコ、金沢の菓子会社・北陸製菓など数多くの企業から食玩を出し、ヒットさせている。
このチョコエッグの大ブームは、海洋堂自身にも大ブームを引き起こした。その結果、一時は食玩とガレージキットの業界における話題性において独占的な状態となり、「海洋堂デザイン」というだけでも大きなセールスポイントとなった為、この時期、菓子業界・玩具業界において、新製品はもとより、既存商品の新展開などであっても、デザインに海洋堂を起用し、また海洋堂デザインのものに切り換えるメーカーが相次いだ。結果として、食玩・ガレージキット産業の市場拡大の主役になると同時に、従来は多くの小規模企業や個人商店などが並び競っていたこの業界に、淘汰と変革の波さえ起こす事になった。
現在は食玩製作を主業として続けながらも、ブームの沈静化を受けて「食玩の次」を模索している状況である。他方、現在のガレージキット業界のメインストリームである「塗装済み完成品美少女フィギュア」には完全に乗り損ねた感があり、山口式可動をベースにした新機構「リボルバージョイント」を導入した低価格アクションフィギュア商品「リボルテック」シリーズに注力している。この過程で、仏像のアクションフィギュア化という珍しい参入も果たす。

## 販売・展示施設
海洋堂は、本拠を持つ大阪府のほか、創業者一家の故郷高知県や、滋賀・東京にグッズ販売や展示を行う博物館型の施設を置いている。

### フィギュアミュージアム
- 海洋堂フィギュアミュージアム黒壁 龍遊館（滋賀県長浜市）[10]
- 海洋堂フィギュアミュージアム ミライザ大阪城（大阪府大阪市中央区 大阪城）[7]
- 海洋堂ホビーランド（大阪府門真市新橋町）[11]

### ホビーロビー
- 海洋堂ホビーロビー東京（東京都千代田区外神田）[12]
- 海洋堂ホビーロビー門真（大阪府門真市新橋町）[11]

### 海洋堂シマントミュージアムビレッジ
- 海洋堂ホビー館四万十（高知県高岡郡四万十町打井川）[13]
- 海洋堂かっぱ館（高知県高岡郡四万十町打井川）[13]
- 馬之助神社（高知県高岡郡四万十町打井川）[13]

### 工場兼展示施設
- 海洋堂SpaceFactoryなんこく（高知県南国市大埇）[14]

## テレビ番組
- 日経スペシャル カンブリア宮殿 オタクを超えた精巧さ！大英博物館も認める技術集団（2012年9月27日、テレビ東京）[15]

## 書籍

### 関連書籍
- 『おまけフィギュア海洋堂全カタログ』（朝日ソノラマ編集部編・刊、2001年10月）ISBN 9784257130420
- 『海洋堂フィギュアコレクション』（日本文芸社編・刊、2002年9月）ISBN 9784537112214
- 『海洋堂フィギュアコレクション 2』（日本文芸社編・刊、2004年10月）ISBN 9784537113235
- 宮脇修一『造形集団海洋堂の発想』（光文社新書、2002年9月）ISBN 4334031609
- あさのまさひこ『海洋堂クロニクル』（太田出版、2002年11月）ISBN 4872336917
- 宮脇修『創るモノは夜空にきらめく星の数ほど無限にある 海洋堂物語』』（講談社、2003年5月）ISBN 4062118734
- 『進め海洋堂 海洋堂大博覧会公式ガイド 食玩からアクションフィギュアまで海洋堂作品オールカタログ』（ワールドフォトプレス編・刊、2004年5月）ISBN 9784846524692
- 『海洋堂原型師 香川雅彦の世界』（講談社編・刊、2004年8月）ISBN 9784062125086
- あさのまさひこ『海洋堂マニアックス おまけフィギュアブームを生み出した「世界最狂造形集団」の功罪』（竹書房、2007年1月）ISBN 4812430143
- 『昭和の未来科学模型 ロボット編』（小野和弘・黄金模型店、宮脇修一監修、ムック黄金模型店、2008年8月）ISBN 9784990429409
- 『海洋堂レゾネ』（オクターブ編・刊、2009年12月）ISBN 9784892310782
- 宮脇修一『「好きなこと」だけで生きぬく力 自分基準の仕事で世界一になれ』（WAVE出版、2012年1月）ISBN 9784872905410
- 樫原辰郎『海洋堂創世記』（白水社、2014年2月、増補版・2024年11月）ISBN 9784560091418
- 宮脇修『海洋堂の50年を振り返って』（海洋堂、2014年4月）
- 『「海洋堂」半世紀フィギュア大図鑑』（学研マーケティング編・刊、2014年10月）ISBN 9784056106299